# Big Cat Rescue
Big Cat Rescue Corp., también conocida como BCR y anteriormente conocida como Wildlife on Easy Street, Inc., opera un santuario de animales en el condado de Hillsborough, Florida, Estados Unidos, que rescata y alberga felinos exóticos y rehabilita felinos salvajes nativos heridos o huérfanos. Fue fundada por Don Lewis y Carole Baskin en 1995.
El santuario de animales ha estado abierto al público y BCR vende boletos a los visitantes para recorridos que incluyen recorridos privados, recorridos nocturnos y recorridos de alimentación. Sin embargo, BCR cerró las instalaciones al público el 16 de marzo de 2020 debido al brote de COVID-19, y Baskin anunció más tarde que estaba considerando no reabrir el santuario de animales al público.
En 2019, BCR tenía 51 animales: 17 felinos grandes y 34 felinos pequeños de 11 especies, incluidos linces,  caracales, pumas, jaguares, leopardos, leones, ocelotes, el serval y el tigre, frente a los 66 en 2018.
BCR ha sido acreditado por la Federación Global de Santuarios de Animales desde 2009, y ha recibido calificaciones de 4 estrellas de Charity Navigator para 2007-2022.

## Historia
En 1992, Don Lewis y Carole Lewis (ahora conocida como Carole Baskin ) adquirieron un gato montés. Al año siguiente adquirieron decenas más. En 1995, incorporaron Wildlife on Easy Street, Inc. en Florida como una corporación sin fines de lucro con el propósito declarado de "adquisición, refugio, alimentación, crianza y socialización de animales exóticos y no exóticos; educación pública y concientización en beneficio de sus contrapartes salvajes". En 2003, Wildlife on Easy Street, Inc. se disolvió en una fusión en una organización sin fines de lucro recientemente incorporada, Big Cat Rescue Corp., con el propósito declarado de "Prevención de la crueldad hacia los animales al brindar rescate y un hogar de retiro permanente para gatos exóticos".
El santuario contó con una experiencia de alojamiento y desayuno que permitió a los huéspedes pasar la noche con un joven gato salvaje en su cabaña. Según el santuario, esta parte de su historia fue un esfuerzo equivocado para ayudar a la conservación en cautiverio y al bienestar animal de los animales de propiedad privada. El santuario fue acreditado por la Asociación de Santuarios en 1998, y su sucesor, la Federación Mundial de Santuarios de Animales desde 2007 hasta el presente.
En septiembre de 2000, Wildlife on Easy Street solicitó a la Asociación de Zoológicos y Acuarios la acreditación como Instalación Relacionada Certificada. La solicitud fue denegada en marzo de 2001 por varias razones, incluidas las preocupaciones sobre la cantidad de contacto de los visitantes con los felinos, la falta de profesionales zoológicos capacitados en el personal, programas veterinarios formales insuficientes y cercas perimetrales sin terminar. BCR cesó los encuentros físicos de cualquier tipo entre el público y los felinoz alojados allí en 2003.
En 2013, luego de una demanda de 2011, se ordenó a Joseph Maldonado-Passage, también conocido como "Joe Exotic", cuya familia dirige el GW Exotic Animal Park, que pagara US$1 millón a Big Cat Rescue. por usar materiales registrados confusamente similares. Joe Exotic intentó contratar a un asesino a sueldo para matar a Carole Baskin, directora ejecutiva de Big Cat Rescue, que había ganado una demanda en su contra en 2013. Desde entonces, Maldonado-Passage ha sido arrestado y condenado por dos cargos de asesinato a sueldo, ocho violaciones de la Ley Lacey y nueve de la Ley de Especies en Peligro de Extinción.
En octubre de 2014, la Comisión de Conservación de Vida Silvestre y Pesca de Florida inspeccionó BCR en base a una queja y emitió una advertencia por "mantener un leopardo en una jaula descubierta al aire libre de más de 1000 pies cuadrados, sin el uso de un sistema de foso y sin obtener previamente una autorización por escrito". aprobación de la Comisión".
En marzo de 2019, Big Cat Rescue abrió una exhibición en el zoológico sin animales vivos, utilizando tecnologías de realidad aumentada y realidad virtual. Los visitantes vienen en persona y acceden a la exhibición a través de una aplicación móvil en su teléfono celular.
En marzo de 2020, Big Cat Rescue cerró temporalmente al público debido a la pandemia de COVID-19 en Florida, y Baskin anunció más tarde en una publicación de Facebook que estaba considerando no abrirlo al público, afirmando;

Hay demasiadas oportunidades para que las personas antepongan sus propios deseos al bien mayor. Estamos tratando de encontrar formas de cuidar a los gatos en un mundo posterior a la COVID-19.

## Conservación

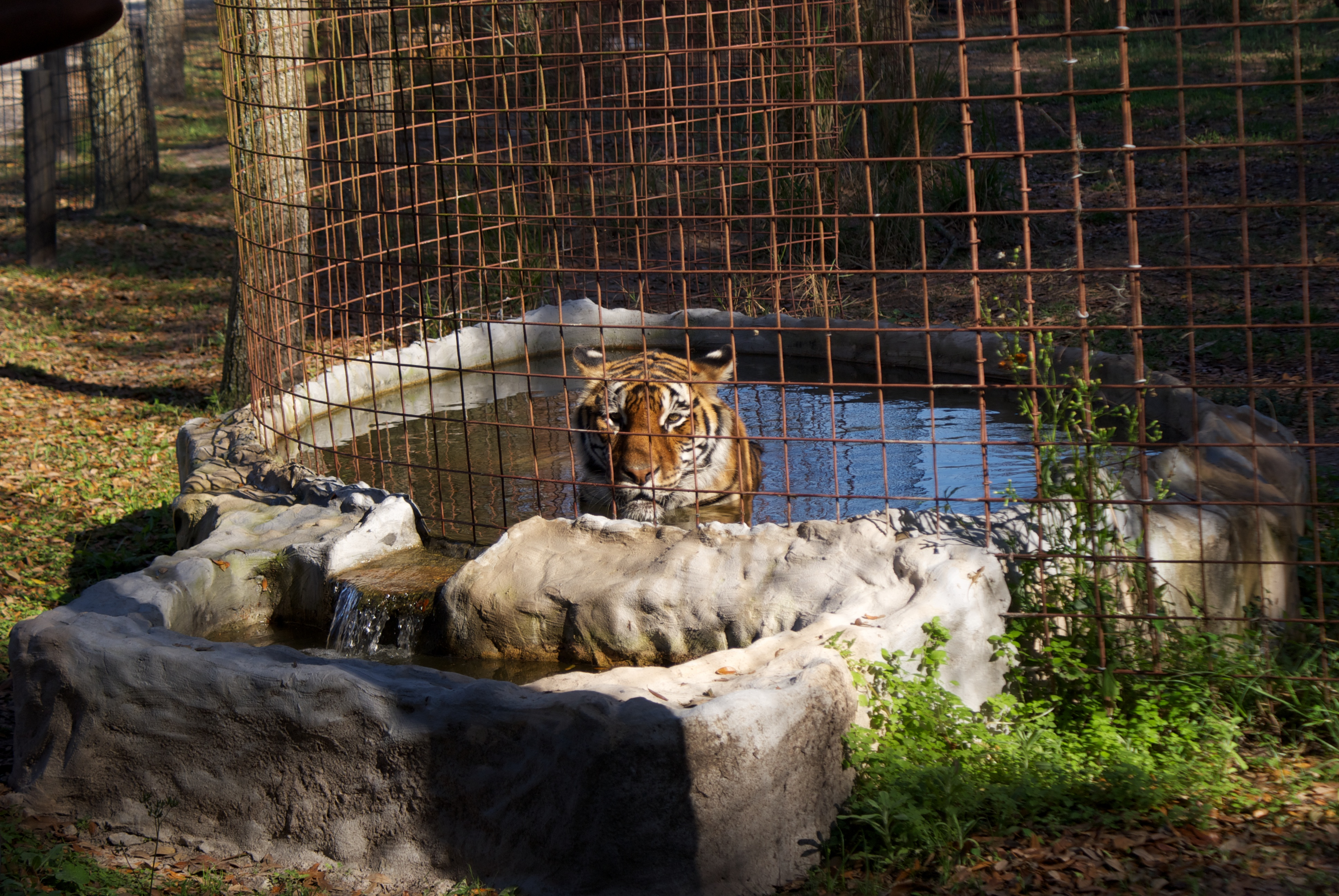
Tigre en Big Cat Rescue en 2012

Uno de los principales objetivos declarados de Big Cat Rescue es acabar con la propiedad y el comercio de felinos exóticos en el sector privado por completo. Big Cat Rescue afirma que los sistemas de permisos no son efectivos para garantizar el bienestar animal y hace campaña para prohibir por completo la propiedad privada de grandes felinos, independientemente de las condiciones de mantenimiento.  El centro es parte de la Coalición Internacional del Tigre, que se dedica a detener el comercio de partes de tigre. 
En 2005, Big Cat Rescue publicó un plan de acción para poner fin a la tenencia en cautiverio de todos los felinos exóticos, incluidos los animales criados para la conservación en zoológicos acreditados por la AZA.  De acuerdo con el plan, Big Cat Rescue quería que el transporte interestatal de grandes felinos por cualquier motivo (incluidos los programas de cría para la conservación) terminara en 2012, que la exhibición de grandes felinos exóticos en los zoológicos terminara en 2013 y que se tuvieran felinos exóticos (incluidas las especies más pequeñas) en los zoológicos se suspenderá en 2015.
En 2015, Big Cat Rescue comenzó a hacer campaña para la aprobación de un proyecto de ley en el Congreso de los Estados Unidos llamado Big Cat Public Safety Act (HR 3546) que prohibiría en el futuro tener todas las especies de grandes felinos en los Estados Unidos, con están exentos los zoológicos certificados por la Asociación de Zoológicos y Acuarios, así como ciertos santuarios, universidades, rehabilitadores de vida silvestre y circos ambulantes. En 2019, se revisó la Ley de seguridad pública de grandes felinos para terminar con el manejo de cachorros, la principal causa de abuso y eliminar gradualmente la propiedad privada de grandes felinos, mientras se permite la posesión por parte de los licenciatarios del USDA. A partir de enero de 2020, HR1380 tenía 227 copatrocinadores en la Cámara y el proyecto de ley complementario, S2561 tiene 17 copatrocinadores en el Senado . La Cámara aprobó el proyecto de ley en diciembre de 2020, pero no pasó a votación en el Senado; sin embargo, en abril de 2021, el senador patrocinador Richard Blumenthal indicó que se había asegurado un apoyo republicano adicional para la legislación y que se volvería a presentar el proyecto de ley. El proyecto de ley fue aprobado por ambas cámaras y fue firmado por el presidente Biden el 20 de diciembre de 2022.

### Rescate de Skip
En enero de 2011, el centro recibió atención por el rescate de "Skip", un lince rojo, que probablemente había sido atropellado por un automóvil en Florida State Road 46 y tenía la pelvis aplastada. Los fanáticos de Skip que vieron su recuperación en Ustream se organizaron en Facebook, llamándose a sí mismos "Skipaholics". Estos fanáticos contribuyeron con dinero para cámaras, camas para felinos y otros equipos, pero Skip murió en septiembre de 2012.

## Animales
- Tigre de Bengala
- Lince rojo
- Lince de Canadá
- Caracal
- Jaguar
- Leopardo
- León
- Serval

## En la cultura popular
La serie documental original de Netflix de 2020 Tiger King: Murder, Mayhem and Madness se centra en el criador de grandes felinos Joe Exotic, quien fue condenado por un asesinato a sueldo dirigido a Carole Baskin y matando a 5 tigres. Big Cat Rescue y Baskin aparecen en todos los episodios excepto en el aftershow.
La propietaria del santuario, Carole Baskin, ha expresado su descontento con el programa, afirmando que "era como ver un basurero en llamas, simplemente no podías alejarte de él", y explicó que su rivalidad con Joe Exotic había desaparecido un poco. proporción, ya que ella afirmó nunca haber hablado con él. A pesar de esto, el programa se hizo muy popular, alcanzando los 34 millones de visitas en solo diez días.